# Museo de Artillería de Finlandia
El Museo de Artillería de Finlandia (en finés, Suomen Tykistömuseo) es un museo militar localizado en Hämeenlinna, en Finlandia. Exhibe varios cañones y armas utilizados por las Fuerzas Armadas de Finlandia a lo largo de su historia. El museo fue abierto el 2 de julio de 1977.